# Výsledky českých reprezentantů v judu 2017
Tento článek uvádí výsledky českých reprezentantů v judu na mezinárodních podnicích za rok 2017.

## Česká reprezentace v roce 2017
|      | úroveň | superlehká váha                    | pololehká váha                         | lehká váha                                | polostřední váha           | střední váha   | polotěžká váha   | těžká váha                 |
| ---- | ------ | ---------------------------------- | -------------------------------------- | ----------------------------------------- | -------------------------- | -------------- | ---------------- | -------------------------- |
| muži | A      | Pavel Petřikov ml. David Pulkrábek | —                                      | Jaromír Ježek Jakub Ječmínek              | Ivan Petr                  | David Klammert | —                | Lukáš Krpálek Michal Horák |
| muži | B      | —                                  | —                                      | Václav Sedmidubský                        | Jindřich Turek             | Jiří Petr      | —                | —                          |
| muži | C      | Michal Černý                       | Karel Buriánek Matěj Klíma Jan Zavadil | Adam Bydžovský Mikuláš Meško Václav Žemla | Šimon Skurka Radek Voňavka | Radim Knápek   | Radek Hecl       | Lukáš Hlaváček             |
| ženy | A      | —                                  | —                                      | —                                         | —                          | —              | —                | —                          |
| ženy | B      | —                                  | Jelizaveta Gerasimenko                 | —                                         | Michaela Kulíková          | —              | Alice Matějčková | Markéta Paulusová          |
| ženy | C      | —                                  | —                                      | Renata Zachová Věra Zemanová              | —                          | —              | —                | —                          |

pozn: seznam reprezentantů Český svaz juda veřejně nepublikuje, tabulka je sestavena podle výsledků ve světovém a evropském poháru v roce 2017, úroveň "A" lze chápat jako užší výběr seniorské reprezentace, úroveň "B" jako širší výběr seniorské reprezentace, úroveň "C" je reprezentační zálohu
Reprezentační trenér seniorů a seniorek:
- Petr Lacina

Reprezentační trenéři juniorů a juniorek:
- Václav Sedmidubský od listopadu 2017
  - Jiří Štěpán (asistent)

Reprezentační trenéři dorostenců a dorostenek:
- Václav Červín a Jaroslav Švec
  - David Lorenc a Libor Štěpánek (asistenti)

## Mistrovské turnaje

### Mistrovství světa
výsledky z mistrovství světa
| Jméno              | Váha |  | 1/128     | 1/64               | 1/32               | 1/16                | Čtvrtfinále          | Semifinále       | Finále |  | o 3. místo          | opravy |
| ------------------ | ---- |  | --------- | ------------------ | ------------------ | ------------------- | -------------------- | ---------------- | ------ |  | ------------------- | ------ |
| Pavel Petřikov ml. | -60  |  | x         | Výhra A. Lesjuk    | Výhra F. Garrigós  | Výhra M. Plafky     | Výhra G. Kyrgyzbayev | Prohra N. Takató | —      |  | Prohra G. Boldbátar | —      |
| David Pulkrábek    | -60  |  | x         | Výhra J. Molina    | Prohra G. Mansinho | —                   | —                    | —                | —      |  | —                   | —      |
| Jaromír Ježek      | -73  |  | volný los | Prohra A. Zingg    | —                  | —                   | —                    | —                | —      |  | —                   | —      |
| Jakub Ječmínek     | -73  |  | volný los | Výhra S. Rasulov   | Prohra S. Hašimoto | —                   | —                    | —                | —      |  | —                   | —      |
| Ivan Petr          | -81  |  | volný los | Výhra S. Dowabobo  | Výhra E. Coughlan  | Prohra L. Csoknyai  | —                    | —                | —      |  | —                   | —      |
| David Klammert     | -90  |  | volný los | Výhra M. Marchitan | Výhra A. Clerget   | Prohra U. Margijani | —                    | —                | —      |  | —                   | —      |

### Mistrovství Evropy
výsledky z mistrovství Evropy
| Jméno           | Váha |  | 1/64              | 1/32                | 1/16                | Čtvrtfinále         | Semifinále | Finále |  | o 3. místo        | opravy              |
| --------------- | ---- |  | ----------------- | ------------------- | ------------------- | ------------------- | ---------- | ------ |  | ----------------- | ------------------- |
| David Pulkrábek | -60  |  | x                 | Prohra A. Ş. Kaba   | —                   | —                   | —          | —      |  | —                 | —                   |
| Jakub Ječmínek  | -73  |  | Prohra A. Gjakova | —                   | —                   | —                   | —          | —      |  | —                 | —                   |
| Ivan Petr       | -81  |  | volný los         | Prohra P.-D. Ndiaye | —                   | —                   | —          | —      |  | —                 | —                   |
| David Klammert  | -90  |  | volný los         | Výhra J. Pacher     | Prohra I. Voropajev | —                   | —          | —      |  | —                 | —                   |
| Lukáš Krpálek   | +100 |  | x                 | Výhra J. Mettis     | Výhra D. Natea      | Prohra G. Tušišvili | —          | —      |  | Výhra M. Sarnacki | Výhra S. Bondarenko |

### Univerziáda
výsledky z univerziády
| Jméno                  | Váha   |  | 1/64                    | 1/32                          | 1/16                   | Čtvrtfinále      | Semifinále           | Finále |  | o 3. místo        | opravy | opravy            | opravy            | opravy    |
| ---------------------- | ------ |  | ----------------------- | ----------------------------- | ---------------------- | ---------------- | -------------------- | ------ |  | ----------------- | ------ | ----------------- | ----------------- | --------- |
| Jan Zavadil            | -66    |  | Prohra A. Abduldžalilov | —                             | —                      | —                | —                    | —      |  | —                 | —      | —                 | —                 | —         |
| Václav Černý           | -73    |  | Prohra B. Çiloğlu       | —                             | —                      | —                | —                    | —      |  | —                 | —      | —                 | —                 | —         |
| Ivan Petr              | -81    |  | Výhra A. Čaparjan       | Výhra S. Azar                 | Výhra T. Čenárí        | Výhra Čang W.-č. | Prohra A. Lappinagov | —      |  | Prohra R. Gutsche | —      | —                 | —                 | —         |
| Jiří Petr              | -90    |  | Prohra Š. Mukai         | —                             | —                      | —                | —                    | —      |  | —                 | —      | Prohra F. Dadašov | Výhra M. Chavanne | volný los |
| Tomáš Knápek           | -100   |  | x                       | volný los                     | Prohra D. Hucol        | —                | —                    | —      |  | —                 | —      | —                 | —                 | x         |
| Tomáš Knápek           | b.r.v. |  | x                       | volný los                     | Výhra R. Nenartavičius | Prohra H. Óta    | —                    | —      |  | —                 | —      | Prohra Čen Š.-m.  | —                 | x         |
| Jelizaveta Gerasimenko | -52    |  | x                       | Výhra E. Ramosová-Tandjungová | Prohra J. Gonzálezová  | —                | —                    | —      |  | —                 | —      | —                 | —                 | x         |

### Mistrovství Evropy do 23 let
| Jméno             | Váha |  | 1/32                 | 1/16                      | Čtvrtfinále           | Semifinále | Finále |  | o 3. místo | opravy             |
| ----------------- | ---- |  | -------------------- | ------------------------- | --------------------- | ---------- | ------ |  | ---------- | ------------------ |
| Michaela Kulíková | -63  |  | Výhra M. Akdenizová  | Prohra G. van den Bergová | —                     | —          | —      |  | —          | —                  |
| Alice Matějčková  | -78  |  | Výhra Ç. Güzelsoyová | Prohra L. Groenwoldová    | —                     | —          | —      |  | —          | —                  |
| Markéta Paulusová | +78  |  | x                    | Výhra E. Kárpátiová       | Prohra V. Kyryčenková | —          | —      |  | —          | Prohra R. Luchtová |

### Mistrovství světa juniorů (do 21 let)
| Jméno             | Váha |  | 1/64                 | 1/32                | 1/16              | Čtvrtfinále | Semifinále | Finále |  | o 3. místo | opravy |
| ----------------- | ---- |  | -------------------- | ------------------- | ----------------- | ----------- | ---------- | ------ |  | ---------- | ------ |
| David Vopat       | -60  |  | Výhra J. Galván      | Prohra N. Ez Zerrad | —                 | —           | —          | —      |  | —          | —      |
| Věra Zemanová     | -63  |  | Prohra M. Ičinchorló | —                   | —                 | —           | —          | —      |  | —          | —      |
| Alice Matějčková  | -78  |  | x                    | volný los           | Prohra K. Leonová | —           | —          | —      |  | —          | —      |
| Markéta Paulusová | +78  |  | x                    | Prohra B. Souzaová  | —                 | —           | —          | —      |  | —          | —      |

### Mistrovství Evropy juniorů (do 21 let)
| Jméno            | Váha |  | 1/32                | 1/16                 | Čtvrtfinále             | Semifinále | Finále |  | o 3. místo              | opravy             |
| ---------------- | ---- |  | ------------------- | -------------------- | ----------------------- | ---------- | ------ |  | ----------------------- | ------------------ |
| Tomáš Binhák     | -60  |  | Prohra A. Blijev    | —                    | —                       | —          | —      |  | —                       | —                  |
| David Vopat      | -60  |  | Výhra A. Mamejidov  | Prohra K. Husejnov   | —                       | —          | —      |  | —                       | —                  |
| Věra Zemanová    | -63  |  | Výhra M. Ičinchorló | Výhra M. Libeerová   | Prohra L. van Krevelová | —          | —      |  | Prohra S.-L. Cysiqueová | Výhra I. Oberanová |
| Alice Matějčková | -78  |  | Výhra D. Tymannová  | Prohra S. Voroninová | —                       | —          | —      |  | —                       | —                  |

### Mistrovství světa dorostenců (do 18 let)
| Jméno          | Váha |  | 1/32                 | 1/16 | Čtvrtfinále | Semifinále | Finále |  | o 3. místo | opravy |
| -------------- | ---- |  | -------------------- | ---- | ----------- | ---------- | ------ |  | ---------- | ------ |
| Renata Zachová | -57  |  | Prohra M. Perišićová | —    | —           | —          | —      |  | —          | —      |

### Mistrovství Evropy dorostenců (do 18 let)
| Jméno             | Váha |  | 1/64                | 1/32               | 1/16 | Čtvrtfinále | Semifinále | Finále |  | o 3. místo | opravy | opravy | opravy              | opravy |
| ----------------- | ---- |  | ------------------- | ------------------ | ---- | ----------- | ---------- | ------ |  | ---------- | ------ | ------ | ------------------- | ------ |
| Radek Rýpar       | -55  |  | volný los           | Prohra Y. Goueffon | —    | —           | —          | —      |  | —          | —      | —      | —                   | —      |
| Jan Svoboda       | -60  |  | x                   | Prohra T. Jagubjan | —    | —           | —          | —      |  | —          | —      | —      | —                   | x      |
| Mikuláš Meško     | -73  |  | x                   | Prohra T. Gnamien  | —    | —           | —          | —      |  | —          | —      | —      | Prohra A. Stodolski | x      |
| Zuzana Janiczková | -57  |  | volný los           | Prohra M. Gošenová | —    | —           | —          | —      |  | —          | —      | —      | —                   | —      |
| Renata Zachová    | -57  |  | Prohra C. Fritzeová | —                  | —    | —           | —          | —      |  | —          | —      | —      | —                   | —      |

### Evropský olympijský festival mládeže (EYOF)
| Jméno             | Váha |  | 1/32                 | 1/16                | Čtvrtfinále         | Semifinále           | Finále |  | o 3. místo          | opravy             | opravy                       | opravy              |
| ----------------- | ---- |  | -------------------- | ------------------- | ------------------- | -------------------- | ------ |  | ------------------- | ------------------ | ---------------------------- | ------------------- |
| Radek Rýpar       | -55  |  | Výhra R. Golovačov   | Prohra A. Gambarjan | —                   | —                    | —      |  | —                   | —                  | Prohra D. Rabbitt            | volný los           |
| Jan Svoboda       | -60  |  | Výhra A. Cravo       | Prohra B. Szeredás  | —                   | —                    | —      |  | Výhra J. Elkind     | Výhra A. Galačjan  | Výhra M. Ronzoni             | volný los           |
| Mikuláš Meško     | -73  |  | Výhra V. Župikov     | Výhra D. Buzica     | Prohra G. Nerpel    | —                    | —      |  | Prohra M. Rodrigues | Výhra A. Spicuglia | Výhra D. Nedeljković         | —                   |
| Jan Mašek         | +90  |  | Prohra T. Kelc       | —                   | —                   | —                    | —      |  | —                   | —                  | —                            | —                   |
| Zuzana Janiczková | -52  |  | Prohra M. Monnardová | —                   | —                   | —                    | —      |  | —                   | —                  | Prohra J. Hackerová-Jonesová | Výhra L. Grabnerová |
| Renata Zachová    | -57  |  | volný los            | Výhra M. Serďucká   | Výhra H. Bozkurtová | Prohra M. Perišićová | —      |  | Prohra J. Steeleová | —                  | —                            | —                   |

## Světový pohár

### Turnaj mistrů
bez účasti!

### Světová tour
| Jméno              | Váha |  | GS FRA | GP GER | GS AZE | GP GEO | GP TUR | GS RUS | GP MEX | GP CHN | GP CRO | GP UZB | GS UAE | GP NED | GS JPN |  | Bilance |
| ------------------ | ---- |  | ------ | ------ | ------ | ------ | ------ | ------ | ------ | ------ | ------ | ------ | ------ | ------ | ------ |  | ------- |
| Pavel Petřikov ml. | -60  |  | 1/32   |        |        |        |        |        |        | 7.     |        |        |        |        |        |  | 2:3     |
| David Pulkrábek    | -60  |  |        | 1/32   |        |        |        |        |        |        |        |        | 1/32   |        | 1/16   |  | 1:3     |
| Jakub Ječmínek     | -73  |  | 1/64   | 1/16   |        |        |        |        |        | 1/16   |        |        | 1/16   |        | 1/32   |  | 4:5     |
| Jaromír Ježek      | -73  |  | 1/32   |        |        |        |        |        |        | 1/16   |        |        |        |        |        |  | 1:2     |
| Ivan Petr          | -81  |  |        | 1/16   |        |        | 1/32   |        |        | 1/32   | 1/32   |        | 1/32   |        | 1/32   |  | 2:6     |
| David Klammert     | -90  |  |        | 1/32   |        |        | 1/16   |        |        | 7.     | 1/16   |        | 7.     |        | 5.     |  | 7:9     |
| Jiří Petr          | -90  |  |        |        |        |        |        |        |        |        | 1/16   |        |        |        | 1/32   |  | 1:2     |
| Radek Hecl         | -100 |  |        |        |        |        |        |        |        |        |        |        |        |        | 1/32   |  | 0:1     |
| Lukáš Krpálek      | +100 |  |        | 5.     |        |        | 1.     |        |        | 1.     |        |        |        |        | 2.     |  | 14:3    |
| Michal Horák       | +100 |  |        | 1/16   |        |        |        |        |        |        | 7.     |        | 1/16   |        | 1/16   |  | 2:5     |

### Světový pohár
| Jméno           | Váha |  | TUN | POR BUL | ITA AUT | POL CZE | ARG | MAR | CHI | PER | ROU | TPE | BLR  | SRB  | DOM | VAN | SEN | CMR | HKG |  | Bilance |
| --------------- | ---- |  | --- | ------- | ------- | ------- | --- | --- | --- | --- | --- | --- | ---- | ---- | --- | --- | --- | --- | --- |  | ------- |
| P. Petřikov ml. | -60  |  |     | 5.      |         |         |     |     |     |     |     |     |      |      |     |     |     |     |     |  | 3:2     |
| D. Pulkrábek    | -60  |  |     |         |         | 3.      |     | 7.  |     |     |     |     | 1/16 |      |     |     |     |     |     |  | 6:4     |
| J. Zavadil      | -66  |  |     |         |         |         |     |     |     |     |     |     | 1/64 |      |     |     |     |     |     |  | 0:1     |
| V. Sedmidubský  | -73  |  |     | 1/64    | 1/64    |         |     |     |     |     |     |     |      |      |     |     |     |     |     |  | 0:2     |
| J. Ježek        | -73  |  |     |         |         | 2.      |     |     |     |     |     |     | 3.   |      |     |     |     |     |     |  | 8:2     |
| J. Ječmínek     | -73  |  |     |         |         |         |     | 2.  |     |     |     |     | 1/16 |      |     |     |     |     |     |  | 5:2     |
| J. Turek        | -81  |  |     |         |         | 1/64    |     |     |     |     |     |     |      | 1/16 |     |     |     |     |     |  | 1:2     |
| I. Petr         | -81  |  |     |         |         | 1/32    |     | 3.  |     |     |     |     | 1/32 |      |     |     |     |     |     |  | 5:3     |
| D. Klammert     | -90  |  |     |         |         | 3.      |     | 5.  |     |     |     |     | 3.   |      |     |     |     |     |     |  | 11:4    |
| J. Petr         | -90  |  |     |         |         |         |     |     |     |     |     |     | 1/64 |      |     |     |     |     |     |  | 0:1     |
| R. Knápek       | -90  |  |     |         |         |         |     |     |     |     |     |     |      | 1/32 |     |     |     |     |     |  | 0:1     |
| R. Hecl         | -100 |  |     |         |         |         |     |     |     |     |     |     |      |      |     |     |     |     | 3.  |  | 2:1     |
| M. Horák        | +100 |  |     |         |         |         |     | 2.  |     |     |     |     |      |      |     |     |     |     |     |  | 2:1     |
| J. Gerasimenko  | -52  |  |     |         |         | 1/32    |     |     |     |     |     |     | 1/16 |      |     |     |     |     |     |  | 0:2     |
| R. Zachová      | -57  |  |     |         |         | 1/32    |     |     |     |     |     |     |      |      |     |     |     |     |     |  | 0:1     |
| V. Zemanová     | -57  |  |     |         |         | 1/32    |     |     |     |     |     |     |      |      |     |     |     |     |     |  | 0:1     |
| M. Kulíková     | -63  |  |     |         |         | 1/32    |     |     |     |     |     |     |      | 1/16 |     |     |     |     |     |  | 1:2     |
| A. Matějčková   | -78  |  |     |         |         | 7.      |     |     |     |     |     |     |      |      |     |     |     |     |     |  | 1:2     |
| M. Paulusová    | +78  |  |     |         |         | 1/32    |     |     |     |     |     |     |      |      |     |     |     |     |     |  | 0:1     |

## Evropský pohár
| Jméno          | Váha |  | SUI | CRO | BIH | RUS | SLO  | GER | SVK  | ESP |
| -------------- | ---- |  | --- | --- | --- | --- | ---- | --- | ---- | --- |
| M. Černý       | -60  |  |     |     |     |     | 1/16 |     | 5.   |     |
| K. Buriánek    | -66  |  |     |     |     |     |      |     | 1/32 |     |
| M. Klíma       | -66  |  |     |     |     |     |      |     | 1/16 |     |
| A. Bydžovský   | -73  |  |     |     |     |     |      |     | opr. |     |
| M. Meško       | -73  |  |     |     |     |     |      |     | opr. |     |
| V. Žemla       | -73  |  |     |     |     |     |      |     | 1/64 |     |
| J. Turek       | -81  |  |     |     |     |     | 1/16 |     | 1/64 |     |
| R. Voňavka     | -81  |  |     |     |     |     | 1/32 |     |      |     |
| Š. Skurka      | -81  |  |     |     |     |     |      |     | 1/64 |     |
| R. Knápek      | -90  |  |     |     |     |     | opr. |     | opr. |     |
| J. Petr        | -90  |  |     |     |     |     |      |     | 2.   |     |
| M. Horák       | +100 |  |     |     |     |     |      |     | 3.   |     |
| L. Hlaváček    | +100 |  |     |     |     |     |      |     | opr. |     |
| J. Gerasimenko | -52  |  |     |     |     |     | opr. |     |      |     |
| M. Kulíková    | -63  |  |     |     |     |     |      |     | 7.   |     |